# Mil e Uma Noites (álbum)
Mil e Uma Noites é o quarto álbum de estúdio do girl group pop brasileiro Rouge, lançado no dia 30 de maio de 2005, pela Sony BMG. O trabalho é uma mistura de disco inédito com coletânea, por mesclar seis novas canções e sete sucessos anteriores do grupo, como "Ragatanga" "Brilha La Luna" e "Blá Blá Blá". Entre as inéditas estiveram "Me Leva Contigo", "Mais Uma da Lista", "Cidade Triste", "Onde Está O Amor?", "O Amor é Ilusão" e o primeiro single "Vem Habib (Wala Wala)", além da versão acústica do sucesso "Um Anjo Veio Me Falar". O álbum vendeu mais de 50 mil cópias no Brasil.

## Antecedentes
| “ | "Percebemos que chega um momento na vida de todo artista, que ele grava um CD como Greatest Hits e nós já pensávamos em fazer isso antes. Juntamos os grandes sucessos, com seis músicas inéditas e gravamos este quarto CD, juntando o útil ao agradável. O nome Mil e Uma noites é porque nós estamos comemorando mil e uma noites de sucessos, de carreira." | ” |

Após lançarem três álbuns inéditos, as meninas queriam que seu novo disco tivesse apenas músicas novas, mas a gravadora queria uma coletânea. Para o Rouge, mostrar músicas inéditas naquele momento (2005) era uma forma de provar para o público e a imprensa que o grupo não acabou, como foi especulado. Os boatos, segundo Patrícia, surgiram porque o quarteto estava vivendo um período de transição desde 2004, quando saiu da produtora RGB e foi para a Arsenal (de Rick Bonadio). Além  disso, a gravadora delas, Sony Music, fundiu-se com a BMG.
| “ | "Isso tudo mexeu bastante conosco. Ficamos seis meses paradas, meio sumidas, esperando o que iria acontecer. Disseram que seguiríamos carreiras solo. Realmente fizemos algumas coisas sozinhas, mas o grupo não acabou". | ” |

"Hoje muitas pessoas nos respeitam e não nos vêem mais como uma banda de laboratório, um produto descartável, feito para vender milhões de um só disco, dar dinheiro a muita gente e depois sumir", desabafa. Após a discussão sobre o destino do álbum, Mil e Uma Noites se tornou uma coletânea e um álbum de músicas inéditas num só disco. O formato do disco foi a forma encontrada pelas meninas para conciliar seus interesses com os da gravadora.

## Canções
| “ | "Era para sair uma coletânea com no máximo três faixas inéditas, como acontece com todo artista que já tem dois ou três discos lançados. Nós não queríamos. A princípio batemos de frente com a gravadora, pois já estávamos vendo músicas novas para um próximo CD. Mas depois vimos que eles tinham razão. Conseguimos colocar seis faixas inéditas, o que para nós foi um trunfo". | ” |

Das 14 faixas do CD, o quarto e último na carreira de Patrícia, Aline, Karin e Fantine, seis são novas. As oito músicas restantes são hits retirados dos álbuns anteriores, incluindo uma versão acústica inédita para o sucesso "Um Anjo Veio Me Falar".
A primeira faixa de trabalho de Mil e uma Noites é "Vem Habib (Wala Wala)", uma das seis canções inéditas do CD. Mantendo a proposta do grupo – melodia dançante, letra descontraída e apelo infantil – a música foi comparada à "Ralando o Tchan (Dança do Ventre)", do grupo É o Tchan, pela temática árabe. Mas segundo Patrícia, as referências para a música foram Rich Girl, lançada pela vocalista do No Doubt, Gwen Stefani, em seu disco solo "Love. Angel. Music. Baby.", e "Whenever, Wherever", hit de Shakira. Outro destaque é a versão para a canção "Torn", de Natalie Imbruglia, que se tornou "O Amor é Ilusão", escrita por Milton Guedes. A canção "Me Leva Contigo" é uma versão da canção "I Want You to Want Me", escrita por Max Martin para o grupo pop feminino Solid HarmoniE, e lançada como single pelo grupo em 1998.

## Recepção
| Críticas profissionais | Críticas profissionais |
| Avaliações da crítica  | Avaliações da crítica  |
| Fonte                  | Avaliação              |
| ---------------------- | ---------------------- |
| Folhapé                | (positivo)             |

O crítico Bruno Nogueira da Folhapé elogiou o álbum, argumentando: "Elas continuam mostrando o que provaram na maratona do programa Popstars: que são donas de vozes capazes de emplacar sucessos quando são bem disciplinadas. A variação de 'Mil e Uma Noites' é bem agradável, exceto provavelmente pela própria música de trabalho que investe demais nos sons do Oriente Médio apropriados pela Rede Globo na novela 'O Clone'. Tudo que faz parte do universo girl groups está no disco. Do pop empurrado pelo coro de vozes, baladas em violão e melodias que oscilam entre o melancólico e o agitado, dependendo do ponto vista que se quer dar pelo tema central, o amor. Sem desmerecer a parte original do trabalho de Bonadio, o ponto alto são mesmo as versões. Além de 'O Amor é Ilusão', aparecem as interessantes 'Não Dá pra Resistir', e "Um Anjo Veio Me Falar", em versão acústica.

## Divulgação
Para divulgar o álbum, as meninas, como de costume, foram no programa Domingo Legal, no dia 29 de maio (um dia antes do lançamento do álbum), para cantar alguns sucessos, incluindo o primeiro single, "Vem Habib". Além da divulgação na televisão, as meninas também fizeram shows por todo o Brasil, no que se tornou a última turnê antes do hiato da banda, a Mil e Uma Noite Turnê, de 2005. O grupo também fez uma participação especial na novela Floribella, da Band, cantando o single "Vem Habib" e o sucesso "Um Anjo Veio Me Falar".

## Singles
O primeiro single do álbum, "Vem Habib (Wala Wala)" foi lançado no dia 23 de maio de 2005 nas rádios do Brasil. Seu videoclipe foi gravado no deserto, no dia 3 de junho, e estreou no dia 16 de junho na MTV. O segundo e último single do álbum, "O Amor é Ilusão", foi lançado no final de setembro de 2005.

## Faixas
Todas faixas produzidas por Rick Bonadio. Créditos adaptados do site Universo Musical.
| CD             |                                    |                                                                        |                                                   |         |  |
| N.º            | Título                             | Compositor(es)                                                         | Composição original                               | Duração |  |
| 1.             | "Me Leva Contigo"                  | Milton Guedes                                                          | Jacob Schulze Max Martin                          | 3:36    |  |
| 2.             | "Vem Habib (Wala Wala)"            | Rick Bonadio                                                           |                                                   | 3:33    |  |
| 3.             | "Mais uma Da Lista"                | Guedes                                                                 | Nickas King Nicklas Bergwall Jeanette Olsson      | 3:44    |  |
| 4.             | "Cidade Triste"                    | Clio                                                                   | Rampac Jos Jorgensen                              | 4:19    |  |
| 5.             | "O Amor é Ilusão"                  | Guedes                                                                 | Anne Preven Phil Thornalley Scott Cutler          | 4:06    |  |
| 6.             | "Onde Está o Amor?"                | Bonadio Clio                                                           | Eric Silver                                       | 3:51    |  |
| 7.             | "Não Dá pra Resistir"              | Guedes                                                                 | Kara Dioguardi Frederik Thomander Anders Wikstrom | 2:57    |  |
| 8.             | "Brilha La Luna"                   | Bonadio                                                                |                                                   | 3:30    |  |
| 9.             | "Beijo Molhado"                    | Guedes                                                                 | Andy Marvel Jeff Franzel Marjorie Mayo            | 3:30    |  |
| 10.            | "Ragatanga"                        | Bonadio                                                                | Francisco Manuel Ruiz Gomez                       | 3:22    |  |
| 11.            | "Blá Blá Blá"                      | Bonadio Fúlvio Márcio                                                  |                                                   | 3:59    |  |
| 12.            | "Vem Cair na Zueira"               | Bonadio                                                                |                                                   | 3:24    |  |
| 13.            | "Hoje Eu Sei"                      | Bonadio                                                                | Franne Golde Guy Roche Janette Jurado             | 4:13    |  |
| 14.            | "Um Anjo Veio Me Falar" (acústico) | Bonadio Luciana Andrade Li Martins Aline Wirley Karin Hils Fantine Thó | Eliot Kennedy Tim Woodcock Susane Shaw            | 3:45    |  |
| Duração total: | Duração total:                     | Duração total:                                                         | Duração total:                                    | 43:55   |  |

## Vendas e certificações
| Região                     | Certificação | Vendas  |
| -------------------------- | ------------ | ------- |
| Brasil (Pro-Música Brasil) | Ouro         | 50,000* |
|                            |              |         |